# 러시아-핀란드 관계
러시아-핀란드 관계(핀란드어: Venäjän ja Suomen suhteet, 러시아어: Российско-финляндские отношения)는 러시아와 핀란드 간의 양국 관계를 말한다. 두 나라는 지리적으로 인접하지만 민족, 종교, 문화에 있어서 차이점을 보여왔다.

## 상세

### 20세기 이전
핀란드의 지역은 중세 시절부터 스웨덴 제국의 오랫동안 지배를 받았다. 그러다가 스웨덴이 쇠퇴하던 시절에는 러시아 차르국, 러시아 제국의 침입을 받았다.

### 20세기 이후
핀란드 전쟁에서 스웨덴이 러시아에게 패배하면서 핀란드는 러시아 제국에 대한 봉신국 형태로 분리되었다. 제1차 세계 대전 중 러시아 혁명이 일어난 시점, 핀란드 의회는 핀란드의 독립을 선언한다. 그러나 러시아에서 불어온 혁명의 바람은, 핀란드 내부에서 이념 대립인 핀란드 내전을 초래하게 된다. 제2차 세계 대전 직전 소련과 핀란드의 관계는 부정적이었다. 이오시프 스탈린의 소련의 발트 3국 점령이 강제적으로 이뤄지고, 스탈린은 핀란드에게 영토 할양을 요구하였다. 이를 거부한 핀란드는 소련과 겨울 전쟁을 벌이게 된다. 이떄 활약한 인물이 시모 해위해다. 이후 핀란드가 나치 독일과 협력하게 되면서 소련과 계속 전쟁을 벌였으며, 패배하여 배상금과 영토의 일부를 소련에게 넘겨주게 된다.

### 냉전 이후
냉전 시절, 핀란드는 소련과의 관계를 우호적으로 잡고, 서유럽과 관계도 우호적으로 설정하였다. 마셜 플랜, 북대서양 조약 기구, 유럽 공동체 등 서유럽 중심의 지역 협력에는 적극적으로 참여하지 않다가, 소련이 붕괴한 뒤 1995년 유럽 연합에 정식으로 가입한다. 러시아-우크라이나 전쟁으로 인해 중립국을 표방하던 핀란드는 북대서양 조약 기구에 가입하게 된다. 러시아는 이러한 핀란드의 결정에 대해 부정적으로 입장을 밝혔다. 특히, 2025년 6월 즈음에 러시아군이 핀란드 국경 인근에 대거 결집하면서 양국 간 긴장은 커졌다.

## 같이 보기
- 러시아의 대외 관계
- 핀란드의 대외 관계
- 러시아-핀란드 국경